# Fogyasztáselmélet (marketing)
A marketing diszciplína az elsősorban elméleti indíttatású közgazdaság-tudományi (mikroökonómiai) fogyasztáselméletekhez képest inkább a gyakorlat oldaláról szeret közelíteni a fogyasztói piac, illetve a fogyasztás vizsgálatához. Ennek során Kotler szerint a marketing-szakemberek a következő kérdésekre keresik a választ (ezeket a tényezőket az angol kezdőbetűk alapján nevezik 7 O-nak is):
1. Kik a vevőink? (Occupants) (lásd: piaci szegmentáció és célpiacképzés)
2. Mi a szóban forgó termék, amit vásárolnak? (Objects)
3. Mi motíválja őket a vásárlásban, mik a fontosak számukra a termékben? (Objectives) (lásd: Conjoint-analízis)
4. Kik a vásárlás résztvevői? (Organisation) (lásd Buying center)
5. Hogyan zajlik le a vásárlás? (Operations)
6. Mikor történik a vásárlás? (Occasions)
7. Hol vásárolnak? (Outlets)

A vásárlási magatartás megértéséhez a korszerű marketing-megközelítések általában a következő inger-válasz (stimuli/response) modellt használják fel:
Környezeti és marketing behatások → A vásárlási döntési folyamat (lefolyása függ a vevő jellemzőitől is) → Vásárlási döntés
A marketing-szakemberek számára a kulcskérdés a középső elem, a vásárlási döntési folyamat megértése, hiszen ez a feltétele annak, hogy a megfelelő marketing-eszközöknek a vevő jellemzői, és a környezeti hatások figyelembevételével történő kiválasztásával a végeredményt (magát a vásárlási döntést) a cégük szempontjából kedvezően befolyásolják.

## Külső hivatkozások
- Próbavásárlás.lap.hu - linkgyűjtemény